# Schaal Sels 2018
La 93.ª edición de la clásica ciclista Schaal Sels fue una carrera en Bélgica que se celebró el 26 de agosto de 2018 sobre un recorrido de 185,85 kilómetros con inicio y final en el municipio de Merksem.
La carrera formó parte del UCI Europe Tour 2018, dentro de la categoría 1.1, y fue ganada por el belga Timothy Dupont del Wanty-Groupe Gobert. Completaron el podio, como segundo y tercer clasificado respectivamente, los también belgas Alfdan De Decker del Wanty-Groupe Gobert y Christophe Noppe del Sport Vlaanderen-Baloise.

## Equipos participantes
Tomaron parte en la carrera 11 equipos: 6 de categoría Profesional Continental; y 5 de categoría Continental. Formando así un pelotón de 81 ciclistas de los que acabaron 53. Los equipos participantes fueron:
| Equipos continentales profesionales (6)- Sport Vlaanderen-Baloise - Vérandas Willems-Crelan - Wanty-Groupe Gobert - WB-Aqua Protect-Veranclassic - CCC Sprandi Polkowice - Israel Cycling Academy Equipos continentales (5)- AC Sparta Praha - Corendon-Circus - Sovac-Natura4Ever - Tarteletto-Isorex - Differdange-Losch |
| |

## Clasificación final
- Las clasificaciones finalizaron de la siguiente forma:[3]

| \| Clasificación general \| Clasificación general \| Clasificación general \| Clasificación general \| Clasificación general \| \| Ciclista \| Ciclista \| Equipo \| Tiempo \| \| \| --------------------- \| --------------------- \| ---------------------------- \| --------------------- \| --------------------- \| \| 1.º \| Timothy Dupont \| Wanty-Groupe Gobert \| 4 h 10 min 50 s \| \| \| 2.º \| Alfdan De Decker \| Wanty-Groupe Gobert \| + 0 s \| \| \| 3.º \| Christophe Noppe \| Sport Vlaanderen-Baloise \| + 0 s \| \| \| 4.º \| Kenny Dehaes \| WB-Aqua Protect-Veranclassic \| + 0 s \| \| \| 5.º \| Kevyn Ista \| WB-Aqua Protect-Veranclassic \| + 0 s \| \| \| 6.º \| David van der Poel \| Corendon-Circus \| + 0 s \| \| \| 7.º \| Jelle Cant \| Tarteletto-Isorex \| + 0 s \| \| \| 8.º \| Alexander Geuens \| Sovac-Natura4Ever \| + 0 s \| \| \| 9.º \| František Sisr \| CCC Sprandi Polkowice \| + 0 s \| \| \| 10.º \| Dries De Bondt \| Verandas Willems-Crelan \| + 0 s \| \| |                    |                              |                 |
| |                    |                              |                 |
| Fuente: ProCyclingStats |                    |                              |                 |
| Clasificación general |                    |                              |                 |
| Ciclista | Ciclista           | Equipo                       | Tiempo          |
| 1.º | Timothy Dupont     | Wanty-Groupe Gobert          | 4 h 10 min 50 s |
| 2.º | Alfdan De Decker   | Wanty-Groupe Gobert          | + 0 s           |
| 3.º | Christophe Noppe   | Sport Vlaanderen-Baloise     | + 0 s           |
| 4.º | Kenny Dehaes       | WB-Aqua Protect-Veranclassic | + 0 s           |
| 5.º | Kevyn Ista         | WB-Aqua Protect-Veranclassic | + 0 s           |
| 6.º | David van der Poel | Corendon-Circus              | + 0 s           |
| 7.º | Jelle Cant         | Tarteletto-Isorex            | + 0 s           |
| 8.º | Alexander Geuens   | Sovac-Natura4Ever            | + 0 s           |
| 9.º | František Sisr     | CCC Sprandi Polkowice        | + 0 s           |
| 10.º | Dries De Bondt     | Verandas Willems-Crelan      | + 0 s           |

## Ciclistas participantes y posiciones finales
Convenciones:
- AB-N: Abandono en la etapa "N"
- FLT-N: Retiro por llegada fuera del límite de tiempo en la etapa "N"
- NTS-N: No tomó la salida para la etapa "N"
- DES-N: Descalificado o expulsado en la etapa "N"

## UCI World Ranking
La Schaal Sels otorga puntos para el UCI Europe Tour 2018 y el UCI World Ranking, este último para corredores de los equipos en las categorías UCI WorldTeam, Profesional Continental y Equipos Continentales. Las siguientes tablas muestran el baremo de puntuación y los 10 corredores que obtuvieron más puntos:
| Posición              | 1.º | 2.º | 3.º | 4.º | 5.º | 6.º | 7.º | 8.º | 9.º | 10.º | 11.º | 12.º | 13.º-15.º | 16.º-25.º |
| Clasificación general | 125 | 85  | 70  | 60  | 50  | 40  | 35  | 30  | 25  | 20   | 15   | 10   | 5         | 3         |

| 1.º  | Timothy Dupont     | Wanty-Groupe Gobert          | 125 |
| 2.º  | Alfdan De Decker   | Wanty-Groupe Gobert          | 85  |
| 3.º  | Christophe Noppe   | Sport Vlaanderen-Baloise     | 70  |
| 4.º  | Kenny Dehaes       | WB-Aqua Protect-Veranclassic | 60  |
| 5.º  | Kevyn Ista         | WB-Aqua Protect-Veranclassic | 50  |
| 6.º  | David van der Poel | Corendon-Circus              | 40  |
| 7.º  | Jelle Cant         | Tarteletto-Isorex            | 35  |
| 8.º  | Alexander Geuens   | Sovac-Natura4Ever            | 30  |
| 9.º  | František Sisr     | CCC Sprandi Polkowice        | 25  |
| 10.º | Dries De Bondt     | Vérandas Willems-Crelan      | 20  |